# Беляев, Николай Михайлович (участник штурма Рейхстага)
Никола́й Миха́йлович Беля́ев (22 октября 1922, Кобенево, РСФСР — 8 декабря 2015, Санкт-Петербург, Россия) — советский морской офицер, участник Великой Отечественной войны, капитан 2-го ранга. Один из последних участников штурма Рейхстага. После войны вёл активный образ жизни, занимался общественно-просветительской и патриотической работой среди молодёжи, до конца жизни оставался убеждённым коммунистом.

## Биография
Родился в деревне Кобенево Осташковского уезда Тверской губернии в крестьянской семье. Закончив восемь классов, Николай начал работать в газете «Ленинский ударник». На этой работе он познакомился с Лизой Чайкиной, которая в то время была секретарем Пеновского райкома ВЛКСМ.

### Великая Отечественная война
Известие о начале войны застало Беляева во время сдачи норм ГТО. 29 июня 1941 года в Пеновском районном военном комиссариате он записался добровольцем на фронт. В составе Северного, позднее Карельского фронта с 13 августа 1941 года участвовал в обороне Мурманска. Начал свою боевую службу подносчиком в третей миномётной роте 58-го стрелкового полка 52-й стрелковой дивизии, которая 25 декабря 1941 года стала 10-й гвардейской. С 16 августа 1943 года переведён в состав 127-й отдельной стрелковой бригады Северо-западного фронта, где в звании гвардии старшего сержанта участвовал в освобождении Старой Руссы. В ходе боёв на подступах к городу 18 августа был ранен, но оставался в строю до 21 августа и командовал отделением 50-мм миномётов, за что был награждён медалью «За боевые заслуги».
После госпиталя окончил офицерские классы и получил звание младшего лейтенанта. По возвращении в действующую армию в состав 756-го стрелкового полка 150-й стрелковой дивизии 3-й ударной армии 2-го Прибалтийского фронта в должности комсорга был легко ранен во второй раз. Отличился во время боёв на правом берегу Айвиексте, за что был награждён Орденом Отечественной войны II степени.
В январе 1945 года 3-ю ударную армию перевели в состав 1-го Белорусского фронта. В составе подразделения Н. М. Беляев участвовал в освобождении Варшавы. Во время боёв за освобождение города Вангерин поднял в атаку солдат, за что был представлен к награждению Орденом Отечественной войны I степени, но получил Орден Красной Звезды.
29 апреля 1945 года за умелую организацию комсомольской работы в полку Беляев был представлен к Ордену Отечественной войны I степени. Награждён им он был уже после победы, в июне.
Во время штурма Рейхстага был в группе прикрытия, следовавшей за знаменосной группой Михаила Егорова и Мелитона Кантарии, установившей Знамя Победы. Перед этим, при одной из попыток установить самодельное знамя, погиб его друг Пётр Пятницкий. После капитуляции гарнизона Рейхстага он оставил на стене здания надпись «Наша Лиза» в память о Лизе Чайкиной, расстрелянной в годы войны нацистами.

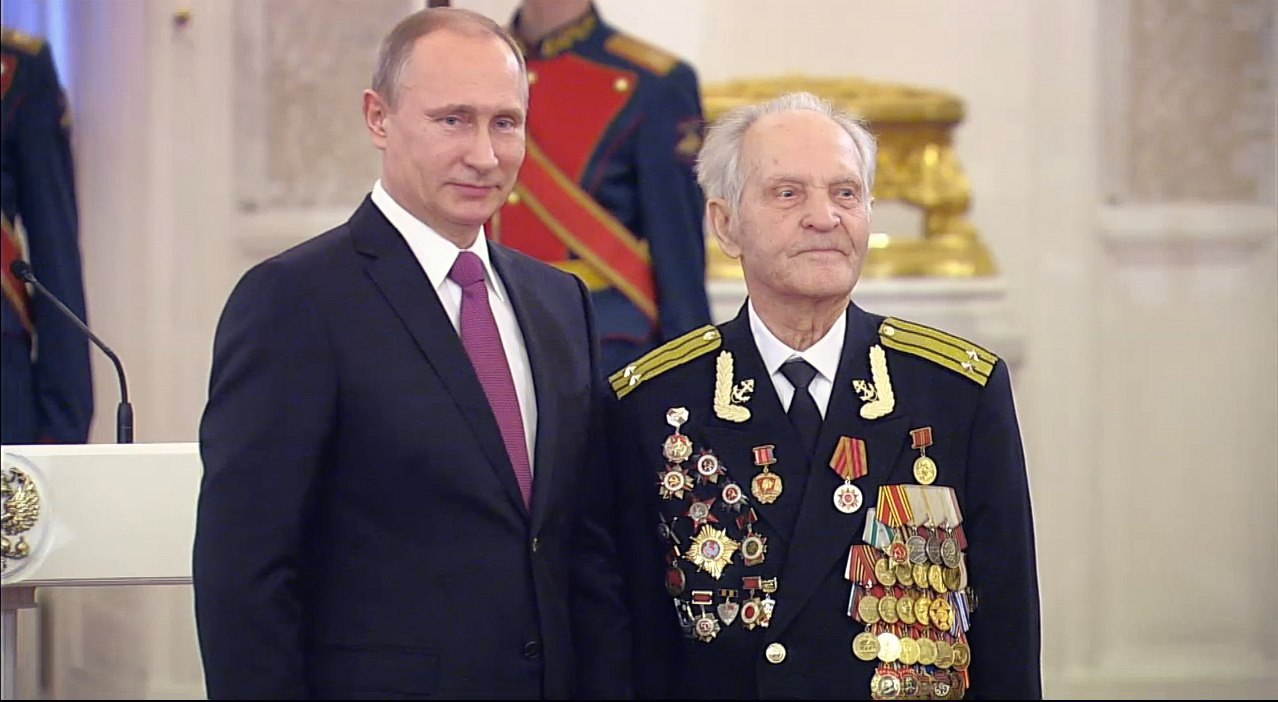
Н. М. Беляев и В. В. Путин на вручении медалей «70 лет Победы».

### После войны
По окончании войны Николай Беляев служил на Тихоокеанском флоте. После службы около 40 лет до 2001 года работал в Ленинграде на фабрике «Красное знамя». Всё своё свободное время он посвящал историко-патриотической работе с молодежью. Выйдя на пенсию Николай Михайлович возглавлял спортивно-технический клуб. Беляев после войны неоднократно посещал Берлин в дни празднования годовщин Победы.
В день 90-летнего юбилея Беляев совершил полуденный выстрел из пушки Петропавловской крепости.

### Смерть
Николай Беляев скончался 8 декабря 2015 года в Санкт-Петербурге. Прощание с ветераном прошло в здании кинотеатра «Восход». Похоронен он был с воинскими почестями при участии роты почётного караула Западного военного округа на Серафимовском кладбище. Во многих публикациях, посвящённых смерти Беляева, его ошибочно называли последним живым участником штурма Рейхстага, хотя фактически на момент его смерти в живых оставалось ещё 7 человек.

## Партийная деятельность
В 1942 году Беляев вступил в ВКП(б). После окончания офицерских классов был назначен на должность комсорга полка. После войны занимался патриотическим воспитанием молодёжи.
С распадом СССР Беляев не изменил своих убеждений и вступил в КПРФ, регулярно принимал участие в мероприятиях, проводимых Красносельским районным отделением партии. По воспоминаниям родственников и друзей Н. М. Беляева он оставался убеждённым коммунистом до конца жизни. Вместе с комсомольцами Санкт-Петербурга, Н. М. Беляев принимал участие в акции «Знамя нашей Победы».

## Награды

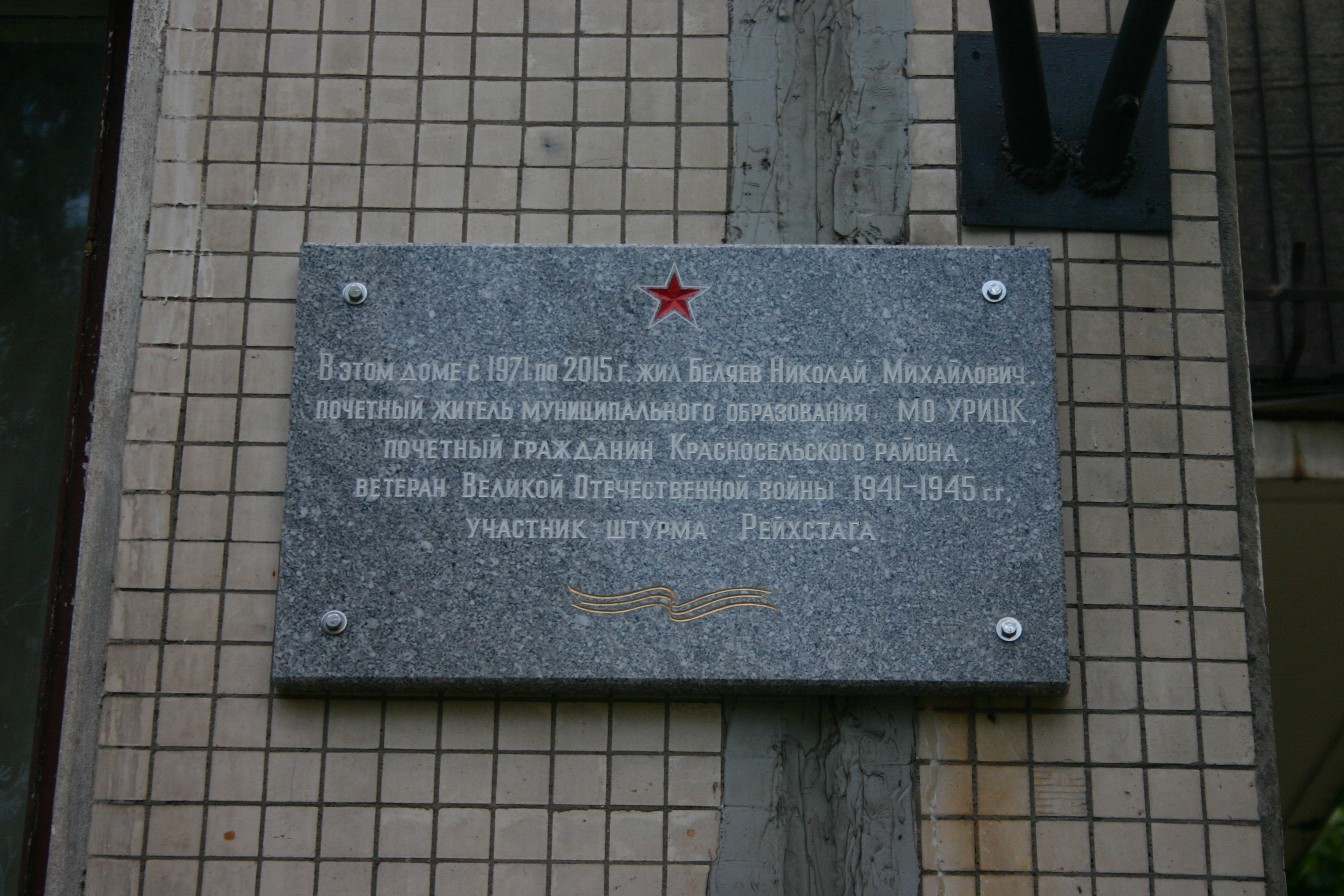
Мемориальная доска в память о Н. М. Беляеве на улице Партизана Германа.

- Орден Отечественной войны 1 степени (1945)[26];
- Орден Отечественной войны 2 степени (1944)[27];
- 2 Ордена Красной Звезды (первый — 1945[28])[7];
- 2 Медали «За боевые заслуги» (первая — 1943[29])[7];
- Медаль «Ветеран труда»[7];
- Медаль «За оборону Советского Заполярья»[7];
- Медаль «За взятие Берлина»[7];
- Юбилейные медали;
- Награды КПРФ.

## Память
20 февраля 2016 года на доме 41 корпус 3 на ул. Партизана Германа в Санкт-Петербурге, где с 1971 года до своей смерти проживал Беляев, открыта мемориальная доска в память о нём.